# یوآن کره
یوآن کره (انگلیسی: Yoan Koré؛ زادهٔ ۱۶ نوامبر ۲۰۰۴) بازیکن فوتبال است.
وی همچنین در تیم ملی فوتبال زیر ۱۸ سال فرانسه بازی کرده‌است.